# گوش یا گوشورون
روز چهاردهم از هر ماه خورشیدی در گاه‌شماری ایران باستان و آیین زردشتی را گِئوش (به لاتین Geosh) گویند. این نامبر گرفته از بن واژهٔ "گِئو (به لاتین Geo)" یا "گَئو (به لاتین Gao)" به چم یا معنی زمین و زیست بوم است که در گات‌ها و اوستا بیشتر همراه با واژهٔ "اوروان (به لاتین Urvan)" به چم روان یا سرشت آمده که در کنار هم نمارش یا اشاره به روان یا سرشت زمین و جانداران روی آن را دارد؛ گاهی هم تنهایی بکار رفته که آن زمان معنای گاو می‌گیرد، جانداری پر راز که در بسیاری از فرهنگ‌های کهن و امروزین از جایگاه ویژه ای برخوردار بوده و هست. بر سر معنی این واژه میان خاورشناسان و زبانشناسان چنددستگی هست، ولی با نگرش به ستاک این واژه و واژگانی که از آن ساخته شده و  معنی آن‌ها در زبانهای هند و اروپایی یا هند و ایرانی، می‌توان دریافت که چمِ زمین و زیست بوم برای آن، درون مایه‌ای درست و بجا می‌باشد. برای نمونه گِ (Ge) در یونانی که زمین است، یا Geo و Geography در انگلیسی و بسیاری از زبانهای اروپایی دیگر که در برخی با "ج" و در برخی با "گ" گفته می‌شود و همگی به زمین یا جغرافی و جغرافیا نمارش دارند.
در باور زرتشتی، روز گِوش، ایزدی دارد که او فرشتهٔ نگهبان جانداران زمین است و بر همین پایه، به مانند دیگر روزهای ماه شایست و ناشایست‌هایی دارد که بجا آوردن آن‌ها برای باورمندان مایه فزونی می‌گردد و بایسته‌است.از ناشایست‌های ویژهٔ این روز نکشتن جانداران و پرهیز از خوردن گوشت آنان و خوراک گوشت دار است. به همین شیوه، از شایست‌های این روز، انجام دادن کارهایی ست در راستای دامپروری، کشاورزی، داد و ستد، دوستی و شادمانی از برای آفرینش زمین و جانداران سودمندش؛ چنان‌که در این باره مسعود سعد سلمان چکامه سرای بنام سدهٔ پنج خورشیدی گوید:
من ز بهر سماع خواهم گوش / بی سماعم مدار در هر حال
یا بگفتهٔ ملا محسن فیض کاشانی، فرزانه و چکامه سرای سدهٔ یازدهم:
روز چهاردهم، موسوم است به جوش (یا گوش) که نام فرشته‌ای است موکل بر آدمیان و چهارپایان. فارسیان می‌گویند روزی سبک است. ما نیز می‌گوییم روزی خوب است برای اقدام به کارها و دیدار بزرگان و طلب خواست و نیاز..
یا در فرضیات نامه که منظومه ای ست از موبد بزرگ پارسی به نام دستور داراب پالن، به سال ۱۰۶۳ یزدگری-اینگونه آمده:
به روز گوش زین گردان بر اسپان / خریدن جملگی این روز می‌دان /
به رنج و آفت خلقان حمایت / همه این روز کردن به رعایت /
هرآن چه کار گاو گوسفند است / همه این روز کردن سودمند است /
همه کار سلاح و ورزش آن / نمودن هر هنر این روز می‌دان /
به کشت و ورزها هم گاو راندن / به آمرزش پی این کار ماندن /
کند کم خورد هرچند گوشت این روز / که شیر و غیر ازو برخوان باندوز /
به روز گوش و هم دیگر انیران / تمامی شاخ و هم سم ستوران /
به رنگ گونه گون آراستن شان / دهشن نیک تر دادن به ایشان /
ز انگور و ز خرما کار سازد / به بیع و هم شرا انبار سازد